# 諾伊米爾湖

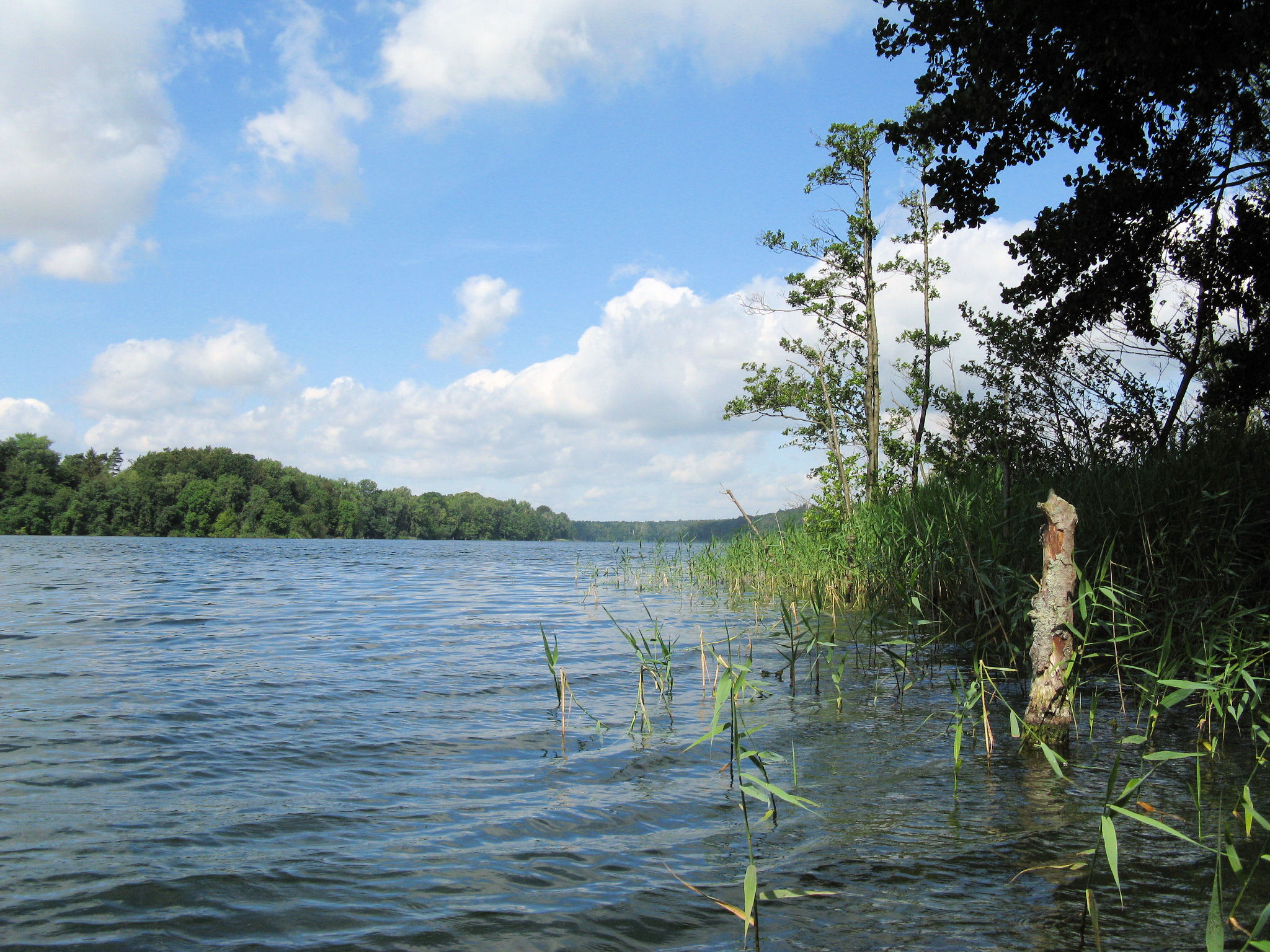

53°38′37″N 11°20′14″E / 53.64361°N 11.33722°E
諾伊米爾湖（德語：Neumühler See），是德國的湖泊，位於該國東北部梅克倫堡-前波美拉尼亞州，處於什未林以西，長3.1公里、寬0.4公里，面積2平方公里，海拔高度44米，平均水深7.9米，最大水深17.1米，水體容量1,355萬立方米，湖岸線長度14公里。